# Bjelica (riba)
Belica ({Lat. Leucaspius delineatus}) je riba iz porodice šarana, Cyprinidae. Kod nas se još naziva i košalj, najlonka, povruš. 

## Opis i građa
Bjelica je po izgledu slična kederu, pomnijim pregledom se uočavaju razlike. Bjelica je manja od kedera, bočna linija joj nije puna i prekida se od 12-13 ljuske iza glave. Peraje su joj bezbojne. Boja bjelice ovisi o osobini vode i dna. Sa svjetlijom vodom i belica je svjetlija, u jezerskim i drugim stajaćicama je tamnija. Leđa imaju zelenkastu ili žućkastu nijansu. Bokovi su srebrnasto bijeli s prugicama jarko srebrnasto-plave boje. Ima izduženo tijelo pokriveno srebrnastim sitnim ljuskama koje lako otpadaju. Ima krupne, izražene lepezaste peraje. Naraste do 9 cm duljine.

## Navike, stanište, rasprostranjenost
Za bjelicu je karakteristično da se drži površinskog sloja vode, često se može vidjeti kako u jatima na samoj površini skuplja hranu. Prosječno je duga 6-8 cm, maksimalno 12 i teži to 20 g. Živi u  jezerima i kanalima, kao i u ravničarskim rijekama sa sporim vodotokom. U barama je rijetka zbog osjetljivosti na manjak kisika u vodi. Rasprostranjena je i u Srednjoj i Istočnoj Europi. Nema gospodarskog značenja, a rijetko se ciljano lovi osim kao mamac za grabljivice.

## Razmnožavanje
Spolnu zrelost dostiže u drugoj godini života, pri dužini oko 4 cm. Mrijesti se ljeti, a ikru polaže na donju stranu listova, grana ili drugih predmeta koji plivaju na površini vode. Polaže veću količinu ikre, a smrtnost mlađi nakon mrijesta je velika zbog prehrane brojnih vrsta riba.

## Vanjske poveznice
|  | Zajednički poslužitelj ima stranicu o temi Leucaspius delineatus    |
|  | Zajednički poslužitelj ima još gradiva o temi Leucaspius delineatus |
|  | Wikivrste imaju podatke o taksonu Leucaspius delineatus             |